# Invasion mongole de l'Empire latin
L'invasion mongole de l'Empire latin est une expédition militaire qui a lieu durant l'été 1242, et oppose une armée mongole aux troupes de l'empire latin de Constantinople.  
L'armée mongole est un détachement de l'armée de Khadan (alors occupé à dévaster la Bulgarie (en)) qui entre dans l'Empire latin par sa frontière nord. L'empereur Baudouin II de Courtenay réussit à vaincre les envahisseurs lors d'une première bataille, avant d’être vaincu lors d'une seconde. 
Ces deux affrontements ont probablement eu lieu en Thrace, sans que l'on puisse en être totalement sûr à cause du manque de sources. Les relations que Baudouin a avec les khans mongols sont considérés par certains historiens comme la preuve qu'il a été capturé après sa défaite et forcé de devenir le vassal des Mongols. Conjuguée a la grande invasion mongole de l'Anatolie l'année suivante (1243), la défaite de Baudouin accélère un changement dans l'équilibre des pouvoirs au sein du monde égéen. 

## Sources

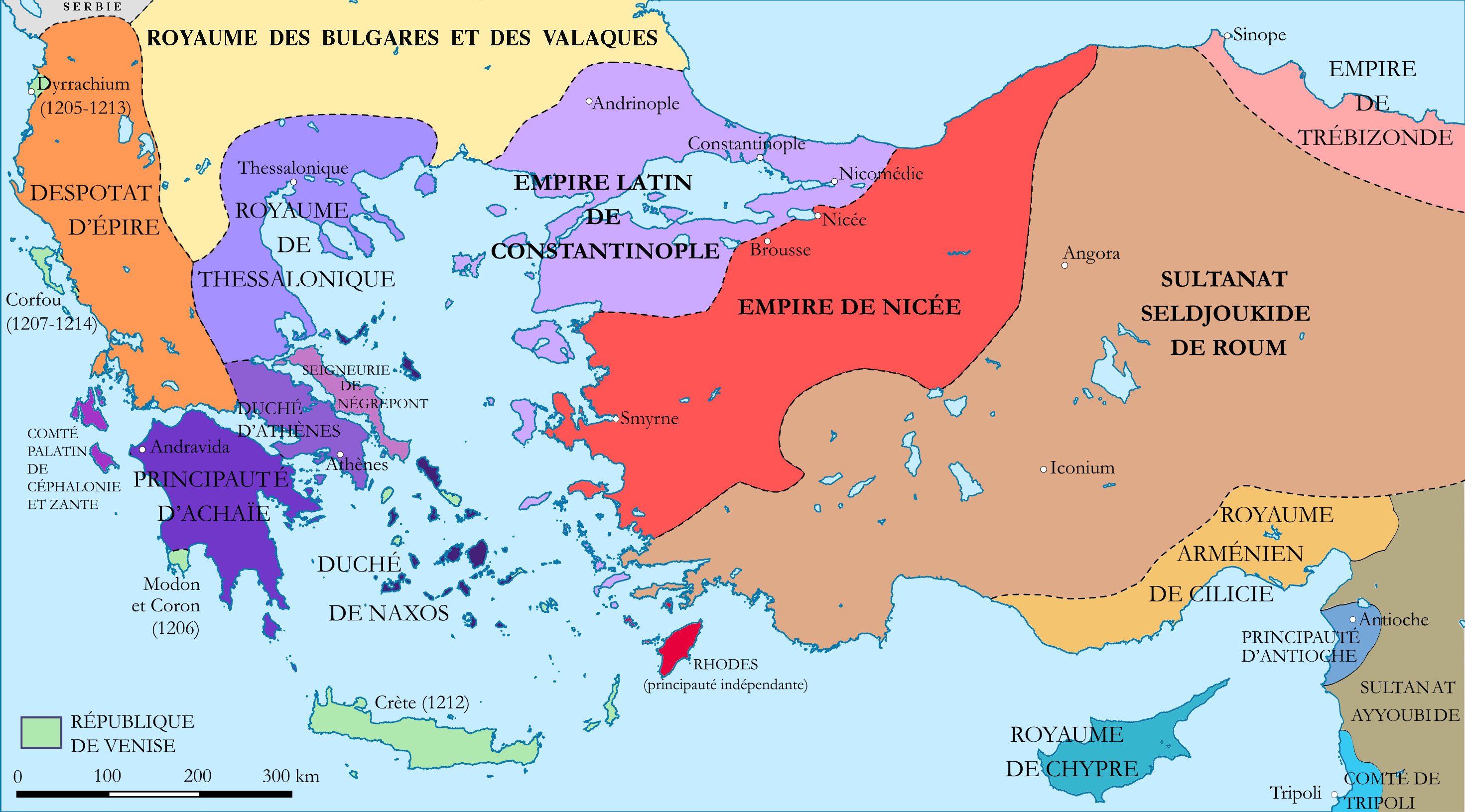
Le monde égéen au début du XIIIe siècle. Andrinople est alors la principale ville de Thrace.

Il n'y a qu'une seule source primaire qui mentionne explicitement l'existence d'un raid mongol dans l'Empire latin : l'Anonymi Chronicon Austriacum (en), achevée vers 1327. Le contenu de cet ouvrage a été recopié dans la Chronicon Leobiense (en) et les Annales de Heiligenkreuz. L'événement est daté de 1243, ce qui est une erreur, la bonne date étant 1242. 

Voici le déroulement de l'invasion selon les chroniques autrichiennes : 
 Tatars et Coumans, ne rencontrant aucune résistance ni opposition, se retirèrent de Hongrie avec un butin sans fin d'or et d'argent, de vêtements et d'animaux, conduisant de nombreux captifs des deux sexes au scandale des chrétiens. Entrés en Grèce, ils dépeuplèrent toute la terre à l'exception des châteaux et des villes bien fortifiées. Mais le roi de Constantinople, nommé Baudouin, est sorti batailler contre eux, la première fois, il fut victorieux, mais la seconde fois il fut vaincu par eux.  
 Un bref compte-rendu présent dans la Chronique du prélat syriaque Bar Hebraeus (décédé en 1286) semble faire référence aux invasions mongoles de la Bulgarie et de la Thrace en 1242, bien qu'il soit daté de 1232 : 
 Et le Khan continua a gagner en puissance. Et il se prépara à attaquer Constantinople depuis le quartier (pays?) des Bulgares. Et les rois des Francs entendirent parler de cela, et ils se réunirent et ils rencontrèrent Batu au combat, et ils le vainquirent et le firent fuir. 
 Ce passage semble confirmer que les armées mongoles de Bulgarie, qui sont alors sous le commandement général de Batu, ont lancé une attaque en direction de Constantinople et ont été vaincues à un moment donné soit par les Bulgares soit par les Latins,. 

Dans son poème épique De triumphis ecclesiæ, qu'il achève vers 1252 alors qu'il enseigne à l'Université de Paris, l'auteur anglais Jean de Garlande énumère les victimes de l'expansion de l'empire mongol : 
 Le vengeur arrivant de l'Est fauche tout ce qu'il rencontre et soumet l'Occident avec son épée. Les dirigeants de l'Arménie sont morts, les seigneurs de Syrie se rendent, la mer Noire gémit sous le joug de la sujétion. Le Caucase s'incline, le Danube offre ses armes en capitulation, la Thrace, vaincue, pleure son chef. 
La Thrace fait alors partie de l'Empire latin et le texte de Jean semble indiquer que son dirigeant, Baudouin II, est tué lors des combats contre les Mongols. Bien que ce ne soit pas le cas, Baudouin n'étant mort qu'en 1273, il existe de nombreuses preuves attestant que la rumeur de sa mort au combat en 1242 circule alors en Europe occidentale. C'est ainsi que dans sa Chronique rimée, qui parait en 1242, l'auteur Philippe Mouskes rapporte que cette année-là la nouvelle est parvenue à la cour française « de Grèce ... que l'empereur était mort ». Le prince Geoffrey II d'Achaïe, qui est marié à Agnès, la sœur de Baudouin, part même pour Constantinople à la tête d'une armée, par la voie maritime, espérant peut-être s'emparer du trône,. 
L'historien Joseph von Hammer-Purgstall, au XIXe siècle, est le premier historien moderne à remarquer ce passage de la Chronicon Austriacum et attribuer l'attaque à l'armée de Khadan qui traverse alors la Bulgarie,.

## Invasion

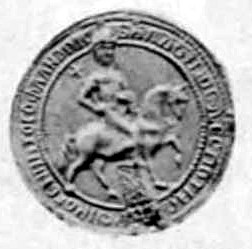
Sceau représentant Baudouin II en cavalier.

En 1239, Baudouin II conclu une alliance avec les chefs Coumans Saronius et Jonas,, qui sont probablement en train de fuir les Mongols. Or, lorsqu'ils ont lancé leur première invasion de la Hongrie, les Mongols ont pris comme prétexte qu'il s'agissait d'une expédition punitive car le roi de Hongrie avait également offert l'hospitalité à des Coumans. Ils ont probablement utilisé le même prétexte pour justifier l'invasion de la Bulgarie. Il est probable que l'attaque contre l'Empire latin soit aussi liée au même motif: punir les protecteurs des Coumans,. 
Baudouin II est à Constantinople le 12 février 1242, lorsqu'il envoie une lettre au roi Louis IX de France ; et il est de nouveau dans sa capitale le 5 août 1243, date à laquelle il envoie une autre lettre, cette fois-ci à Blanche de Castille, la mère de Louis. L'invasion mongole doit avoir lieu entre ces deux dates, car elle éloigne forcément Baudouin de la capitale. Les maigres sources d'époque indiquent seulement que les batailles ont lieu en "Grèce", un terme très large géographiquement quand il est utilisé à cette époque, car il peut englober tout le territoire revendiqué par les empires latin et byzantin. Mais, quelle que soit la définition qu'on lui donne, il inclut la Thrace, qui fait alors partie de l'Empire latin et borde la Bulgarie, ce qui en fait l'emplacement le plus probable des raids mongols. 
Selon le Chronicon Austrianacum, Baudouin mène deux batailles contre les Mongols, et à chaque fois des Coumans font partie des alliés des envahisseurs. Les historiens ont émis plusieurs hypothèses concernant ces deux batailles et les motivations qui ont poussé Baudouin à partir à la rencontre des envahisseurs. Peter Jackson suggère que la première victoire de Baudouin a pu se faire aux dépens de ces alliés Coumans, avant l'arrivée du gros des troupes mongoles qui seraient responsable de sa défaite. Pour John Giebfried, ces deux batailles pourraient en fait être deux phases d'une seule bataille, faisant de Baudouin II la victime d'une retraite feinte. Malgré cela, il pense que Baudouin avait une armée assez puissante pour avoir réussi à vaincre une armée mongole. En effet, en plus de ses propres troupes, il avait également avec lui ses alliés Coumans et une grande armée qu'il avait recruté en Europe occidentale pour sa croisade contre Tzurulon de 1239. De son côté, Jean Richard pense qu'en 1242 Baudouin est peut-être allé à la rencontre de ses ennemis pour défendre ses alliés Couman contre une attaque mongole. Enfin, Henry Howorth suggère que le jeune souverain de Bulgarie, Kaliman I, un vassal de Baudouin, avait peut-être appelé son suzerain pour qu'il le défende. 
Baudouin a peut-être été capturé après sa défaite, ce qui expliquerait l'origine des rumeurs sur sa mort. Dans ce cas, il a probablement été forcé d'accepter la suzeraineté mongole et d'accepter de verser un tribut annuel en échange de sa libération,.

## Conséquences
En 1251 ou 1252, Baudouin II a certainement des relations diplomatiques avec l'Empire mongol, puisqu'il envoie un ambassadeur, Baudouin de Hainaut, jusqu'à Karakorum, la capitale impériale mongole. En 1253, il donne à Guillaume de Rubrouck, un missionnaire franciscain, des lettres de recommandation pour Sartaq, fils de Batu, le khan de la Horde d'or. Batu était le supérieur de Khadan en 1242 et son armée a également envahi la Bulgarie. 
Jean Richard suggère que la mission de Baudouin de Hainaut était un renouvellement de la soumission de l'Empire latin aux Mongols, car un nouveau khan avait été élu en 1242,. Cependant, l'Empire latin n'est pas répertorié par Guillaume de Rubrouck comme étant un des vassaux de l'Empire mongol et le Pape n'a pas excommunié Baudouin II pour avoir accepté la suzeraineté mongole, alors qu'il l'avait fait pour Bohémond V d'Antioche. 
L'invasion mongole de l'Empire latin a lieu un an seulement avant l'écrasante victoire des Mongols sur les Seldjoukides d'Anatolie lors de la bataille de Köse Dağ, le 26 juin 1243. Bien que Baudouin II ait négocié une alliance avec les Seldjoukides en 1241, c'est l'empereur byzantin Jean III Vatatzès qui fournit de l'aide à ses anciens ennemis Turcs à un moment critique, alors qu'ils sont attaqués par les Mongols. Finalement, la position des Vatatzès par rapport à l'État croupion Seldjoukide en sort renforcée, tandis que celle de Baudouin, vaincu par les Mongols, est affaiblie.